# Yoro Railway
Yoro Railway Co.,Ltd. (養老鉄道株式会社, Yōrō Tetsudō Kabushiki-gaisha) est une compagnie de transport de passagers qui exploite une ligne de chemin de fer dans les préfectures de Gifu et Mie au Japon. Son siège social se trouve dans la ville d'Ōgaki. C'est une filiale de la compagnie Kintetsu.

## Histoire
La compagnie a été fondée le 14 février 2007 pour exploiter la ligne Yōrō de la compagnie Kintetsu, cette dernière gardant la propriété de la ligne.

## Ligne
La compagnie exploite une ligne.
| Ligne      | Nom japonais | Terminus             | Longueur (km) | Gares |
| ---------- | ------------ | -------------------- | ------------- | ----- |
| Ligne Yōrō | 養老線       | Kuwana - Ōgaki - Ibi | 57,5          | 27    |

## Matériel roulant

Images matériel roulant
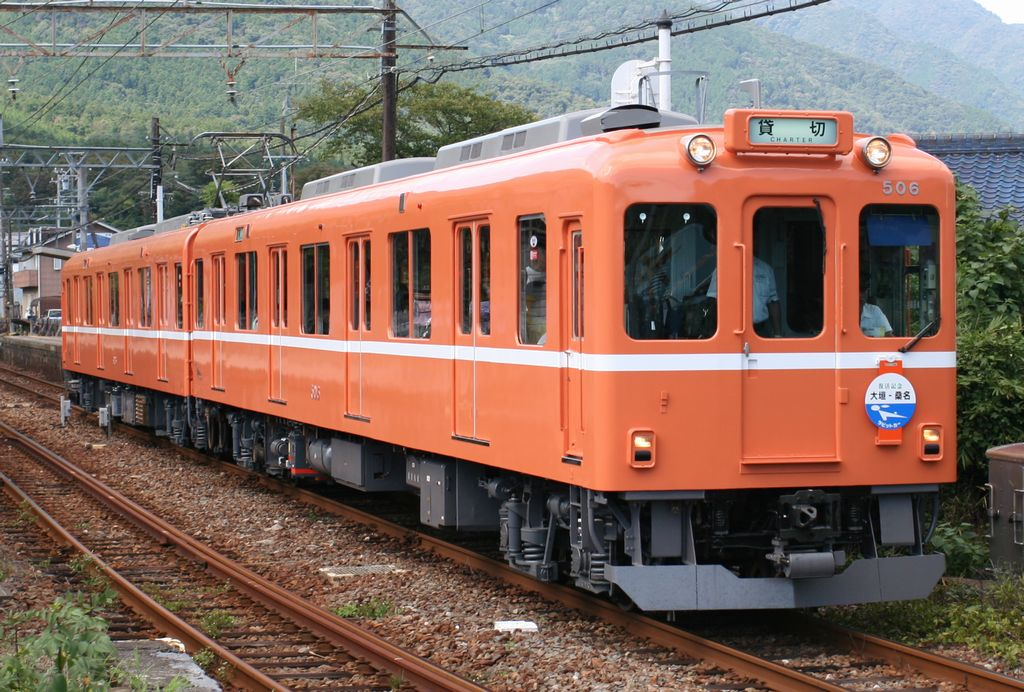
Série 600/620 (ex-Kintetsu 600/620).
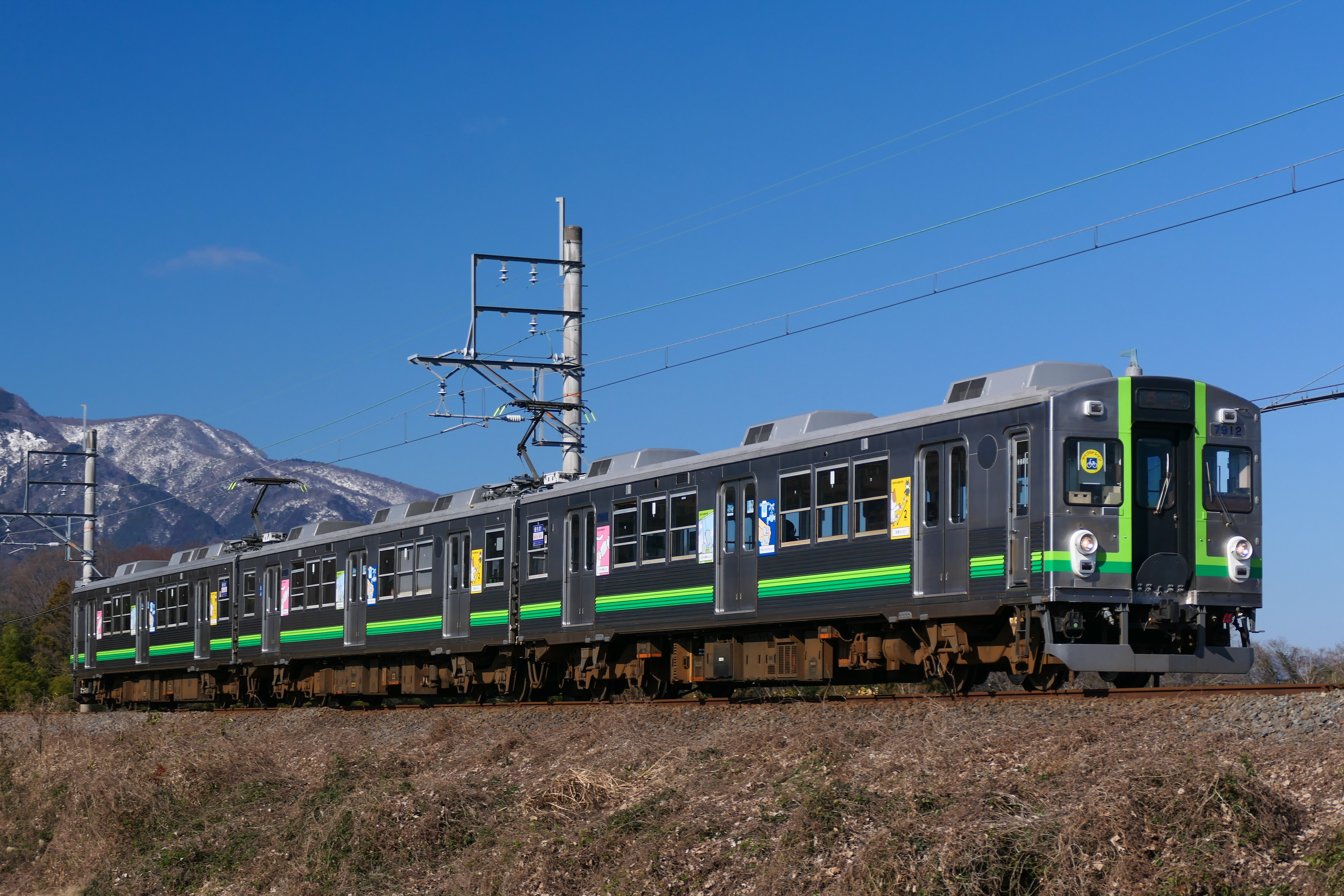
Série 7700 (ex-Tokyu 7700).